# Brokęcino
Brokęcino (prononciation : [brɔkɛnˈt͡ɕinɔ], en allemand : Bahrenbusch) est un village polonais de la gmina d'Okonek dans le powiat de Złotów de la voïvodie de Grande-Pologne dans le centre-ouest de la Pologne.
Il se situe à environ 5 km au nord-ouest d'Okonek (siège de la gmina), 28 km au nord-ouest de Złotów (siège du powiat), et à 130 km au nord de Poznań (capitale de la Grande-Pologne).
Le village possédait une population de 220 habitants en 2006.

## Histoire
De 1975 à 1998, le village faisait partie du territoire de la voïvodie de Piła.

Depuis 1999, Brokęcino est situé dans la voïvodie de Grande-Pologne.